# Stabilimento Stellantis di Mulhouse
Lo stabilimento Stellantis di Mulhouse è una fabbrica del gruppo Stellantis (precedentemente PSA) situata a Sausheim, a sei chilometri da Mulhouse, nel dipartimento dell'Alto Reno, in Francia. 

## Storia
Per diluire il carico di lavoro della fabbrica di Sochaux, che già nel 1961 contava più di 42 000 dipendenti, la Peugeot acquisì un terreno di 225 ettari (successivamente aumentato a 314) in una zona boschiva fuori Mulhouse. La scelta ricadde sulla città alsaziana per via delle tradizioni industriali e umane legate alla vicinanza geografica e culturale con la Germania.
Il sito venne aperto nel 1962 e inizialmente costruiva parti e pezzi di ricambio per la sede madre di Sochaux. Nei primi 10 anni di attività, si operò quasi totalmente all'insegna della discrezione assoluta. Di conseguenza, lo stabilimento assunse inizialmente il nome fantoccio "Indenor" (azienda realmente esistente del gruppo Peugeot con sede a Lilla, ma che produceva motori diesel e non componenti). 
Nel frattempo venne trasferita qui tutta l'attività di forgiatura e realizzato anche l'impianto di pressofusione di alluminio, con un importante ammodernamento dell'attività. 
Solo nel 1971, nello stabilimento denominato oramai "Peugeot-Mulhouse", venne assemblata la prima Peugeot 304 (con kit provenienti da Sochaux). L'anno seguente, invece, cominciò la produzione di auto interamente costruite in loco (dai processi di stampaggio delle singole parti e forgiatura fino alla verniciatura e montaggio finale). Mulhouse da allora si occupò delle vetture di piccola e media cilindrata del marchio, fino ai primi 2000, in cui venne affiancata la produzione di vetture Citroën. Negli ultimi anni vengono prodotte le auto di gamma medio-alta di DS Automobiles e Peugeot.

## Automobili prodotte

### Auto in produzione
| Foto | Marca   | Modello | Inizio produzione |
| ---- | ------- | ------- | ----------------- |
|      | DS      | 7       | 2017              |
|      | Peugeot | 508 II  | 2018              |
|      | Peugeot | 308 III | 2021              |

### Auto fuori produzione
| Foto | Marca   | Modello  | Inizio produzione | Fine produzione |
| ---- | ------- | -------- | ----------------- | --------------- |
|      | Peugeot | 304      | 1971              | 1980            |
|      | Peugeot | 104      | 1972              | 1988            |
|      | Peugeot | 205      | 1982              | 1999            |
|      | Peugeot | 106      | 1991              | 1998            |
|      | Peugeot | 206      | 1998              | 2009            |
|      | Peugeot | 206 CC   | 2000              | 2007            |
|      | Peugeot | 206 Plus | 2009              | 2014            |
|      | Peugeot | 307      | 2001              | 2008            |
|      | Citroën | C4 I     | 2004              | 2010            |
|      | Peugeot | 308      | 2008              | 2014            |
|      | Citroën | C4 II    | 2010              | 2018            |
|      | DS      | 4        | 2011              | 2018            |
|      | Peugeot | 2008 I   | 2013              | 2019            |